# Lex Gabinia tabellaria
La lex Gabinia tabellaria (o ley Gabinia tabellaria, que no debe confundirse con la lex Gabinia "de piratis persequendis") fue una ley romana aprobada en 139 a. C. a instancias del tribuno de la plebe Aulo Gabinio aplicable a la elección de magistrados. Previó la introducción de boletas electorales del tipo de tabellae o tesserae especiales (de ahí el nombre) como una herramienta para indicar la preferencia electoral en cada votación, garantizando, al menos en teoría, el secreto del voto.
Antes de las leyes de votación, los votantes anunciaban sus votos oralmente. Las leyes de votación redujeron la influencia de la clase aristocrática y ampliaron la libertad de elección para los votantes. Las elecciones se volvieron más competitivas, pero la votación secreta también condujo a un aumento de sobornos al eliminar la presión social como medio para obtener votos.